# Litvínov
Litvínov (în germană Oberleutensdorf) este un oraș cu 	27.397 loc. (în 2005) situat în districtul Most (Okres Most) regiunea Ústí nad Labem, Cehia.

## Cartiere
- Dolní Litvínov (Niederleutensdorf), dispărut din cauza exploatării de cărbuni
- Hamr (Hammer)
- Horní Litvínov (Oberleutensdorf)
- Horní Ves (Oberdorf)
- Chudeřín (Bergesgrün)
- Janov u Litvínova (Johnsdorf)
- Křížatky (Kreuzweg)
- Lounice (Launitz)
- Písečná (Sandl)
- Růžodol (Rosenthal)
- Šumná (Rauschengrund sau Rauschenbach)
- Záluží (Maltheuern)

## Personalități
- Nikolaus Adaukt Voigt⁠(de)[traduceți] (1733-1787), călugăr piarist, profesor de istorie la Viena, fondatorul numismaticii științifice în Boemia
- Edgar Marsch (n. 1938), profesor de germanistică în Elveția
- Eva Herzigová (n. 1973), fotomodel
- Iva Frühlingová (n. 1982), fotomodel